# Han Xiangzi
Han Xiangzi (韓湘子 ; pinyin : Hán Xiāngzi) ou Han Hsiang-tzu, surnom Qingfu (清夫), « le pur », est l’un des huit immortels du taoïsme. Il est assimilé à Han Xiang (794-?), petit-fils ou petit-neveu de Han Yu, écrivain et fonctionnaire de la dynastie Tang. Selon la tradition religieuse, disciple de Lü Dongbin, il aurait persuadé son aîné, confucéen célèbre pour son hostilité au taoïsme, de la supériorité de l’étude du Dao sur l’exercice de la fonction publique.
Créateur de la musique liturgique des Fleurs célestes (tianhuayin 天花引), il est représenté comme un jeune homme jouant de la flûte et est le patron des musiciens.
Contrairement à ses sept homologues, il aurait subi sa mutation divine non de son vivant mais après son trépas. Il serait mort d’une chute alors qu’il tentait de cueillir des pêches, symbole d’immortalité.

## Identité et légende
À l’examen des sources historiques, il ne semble pas que Han Xiangzi soit identique à Han Xiang, mais le personnage peut être inspiré de lui, ainsi que d’un autre jeune parent de Xiang Yu rebelle aux études et à la discipline, mentionné dans le recueil d’anecdotes de la dynastie Tang Youyangzazu (酉陽雜俎) ainsi que dans un poème de Han Yu.
Né en 794, Han Xiang avait pour prénom social Beizhu (北渚). Reçu aux examens impériaux en 823, il devint fonctionnaire et rien dans les sources n’indique qu’il ait été taoïste. Au moment de l’exil de son aïeul, il vint le trouver pour manifester son soutien. Han Yu lui a dédié trois poèmes.
Selon la version taoïste, lors d’un repas, Han Yu tenta de convaincre Han Xiang de l’intérêt d’entreprendre une carrière publique, mais ce dernier rétorqua par une démonstration de magie : les coupes de vins ne s’épuisaient pas, puis un arbrisseau apparut, dont les fleurs portaient un poème mystérieux. Han Xiang affirma qu’il s’agissait d’une prédiction. Han Yu fut convaincu lorsque peu après, démis de ses fonctions à la cour pour s’être opposé à la venue d’une relique du Bouddha, il partit en exil à Chaozhou. Pour affirmer la reddition fictive du confucianiste Han Yu au taoïsme, il arrive qu’on le représente avec sa lettre de renvoi en main sur les portraits de groupe des huit immortels.
Le Youyangzazu mentionne un neveu anonyme de Han Yu, originaire du sud du Fleuve bleu, que son aïeul aurait essayé de placer successivement dans une académie confucianiste puis dans un monastère bouddhiste. Il fut renvoyé des deux établissements pour paresse et inconduite. Alors que Han Yu lui reprochait d’être un bon à rien, il répliqua qu’il n’avait en effet qu’un seul et unique talent, celui de faire changer les pivoines de couleur. Il en fit la démonstration immédiate, et Han Yu concéda qu’il était effectivement, malgré les apparences, un être hors du commun. On pense que le poème De Xuzhou, à mon neveu (徐州贈族侄) lui est dédié.